# Luma Grothe
Luma Grothe (Joinville, 12 dicembre 1993) è una supermodella brasiliana.

## Biografia
Luma Grothe nasce a Joinville (Brasile) ma ha origini africane, giapponesi e tedesche.

## Carriera
Ha iniziato a fare la modella a Londra, in Inghilterra, dove ha imparato l'inglese. Nel 2015 viene scelta come ambasciatrice dal marchio di cosmesi L'Oreal, affiancando modelle come Doutzen Kroes, Bianca Balti e molte altre. Nello stesso anno viene scelta come testimonial del profumo Olympéa di Paco Rabanne.
Nel 2016 sfila al Victoria's Secret Fashion Show.

## Agenzie
- Women Management – New York
- Oui Management – Parigi
- Elite – Milano, Barcellona
- Ford Models - San Paolo
- Premier Model Management – Londra
- Le Management – Copenaghen
- MP - Stoccolma

## Campagne pubblicitarie
- Animale (2018)
- C&A 4 Mares summer (2018)
- DSquared2 P/E (2014)
- Elisabetta Franchi P/E (2020)
- Forum A/I (2015)
- Hardy Brothers P/E (2019)
- L'Oreal (2015-presente)
- Paco Rabanne Olympéa fragrance (2015-presente)
- Superdry P/E (2020)